# Myadestes
Myadestes är ett fågelsläkte i familjen trastar inom ordningen tättingar. Släktet omfattar 13 arter som förekommer i Nord- och Sydamerika från västra Kanada till västra Bolivia, i Västindien samt i Hawaiiöarna där flera arter redan är utdöda:
- Nordlig solitärtrast (M. townsendi)
- Mexikansk solitärtrast (M. occidentalis)
- Kubasolitärtrast (M. elisabeth)
- Rödstrupig solitärtrast (M. genibarbis)
- Svartmaskad solitärtrast (M. melanops)
- Dariénsolitärtrast (M. coloratus)
- Skiffersolitärtrast (M. unicolor)
- Andinsk solitärtrast (M. ralloides)
- Kamao (M. myadestinus) – utdöd
- Amaui (M. woahensis) – utdöd
- Olomao (M. lanaiensis) – möjligen utdöd
- Omao (M. obscurus)
- Puaiohi (M. palmeri)